# Polyascophorus martinezi
Polyascophorus martinezi is een eenoogkreeftjessoort uit de familie van de Ancorabolidae. De wetenschappelijke naam van de soort is voor het eerst geldig gepubliceerd in 1998 door George.